# لدا و قو

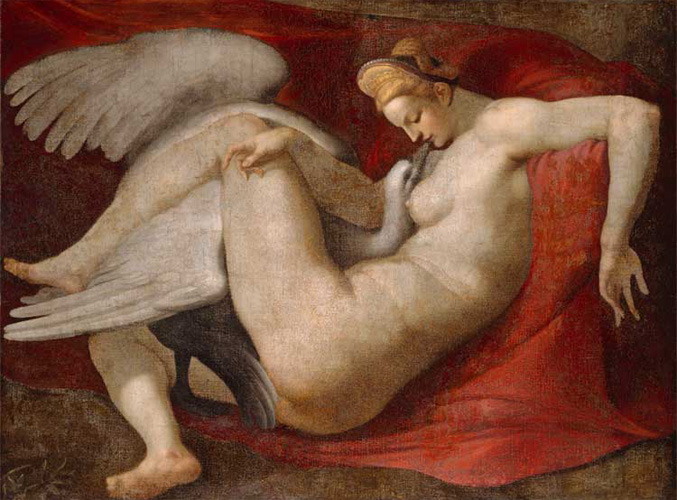
لدا و قو, نقاشی قرن ۱۶ام کپی شده از نقاشی اصلی اثر میکل آنژ (گالری ملی، لندن)

لدا و قو داستانی تاریخی و موضوعی در هنر است برگرفته از اسطوره‌های یونانی که در آن خدای زئوس با تبدیل شدن به یک قو به همخوابگی با لدا، یا تجاوز به او، می‌پردازد. بر پایه اسطوره‌های یونانی با قدمت کمتر، لدا از این آمیزش دو فرزند زئوس با نام‌های هلن و پولوکس را به دنیا آورد و این درحالی بود که از همسر خود تیندارئوس، شاه اسپارت، نیز کستور و کلوتایمنسترا را در شکم داشت. نسخه‌های گوناگونی از این داستان وجود دارند. بر طبق بعضی نسخه‌های این داستان، زئوس به شکل قویی به پیش لدا رفت و او را به همخوابگی با خود فریفت. این هنگام درست همان شبی بود که لدا با همسرش شاه تیندارئوس خوابیده بود. در بعضی نسخه‌های دیگر، لدا دو تخم گذاشت که از آن‌ها کودکان به دنیا آمدند. در بعضی دیگر هلن دختر نمسیس است؛ ایزدبانویی که نمایانده بدبختی‌ای است که در انتظار کسانی که از خودپسندی هیوبریس در رنجند، است.
موضوع لدا و رابطه اش با قو کمتر در تندیس‌های ساخته شده در یونان و روم باستان دیده می‌شود، با این حال تندیسی منسوب به تیموتئوس در دست است که این داستان را به نمایش گذاشته. داستان لدا و قو الهام‌بخش آثار نقاشی بسیاری در هنر اروپا بوده‌است.

## نگارخانه

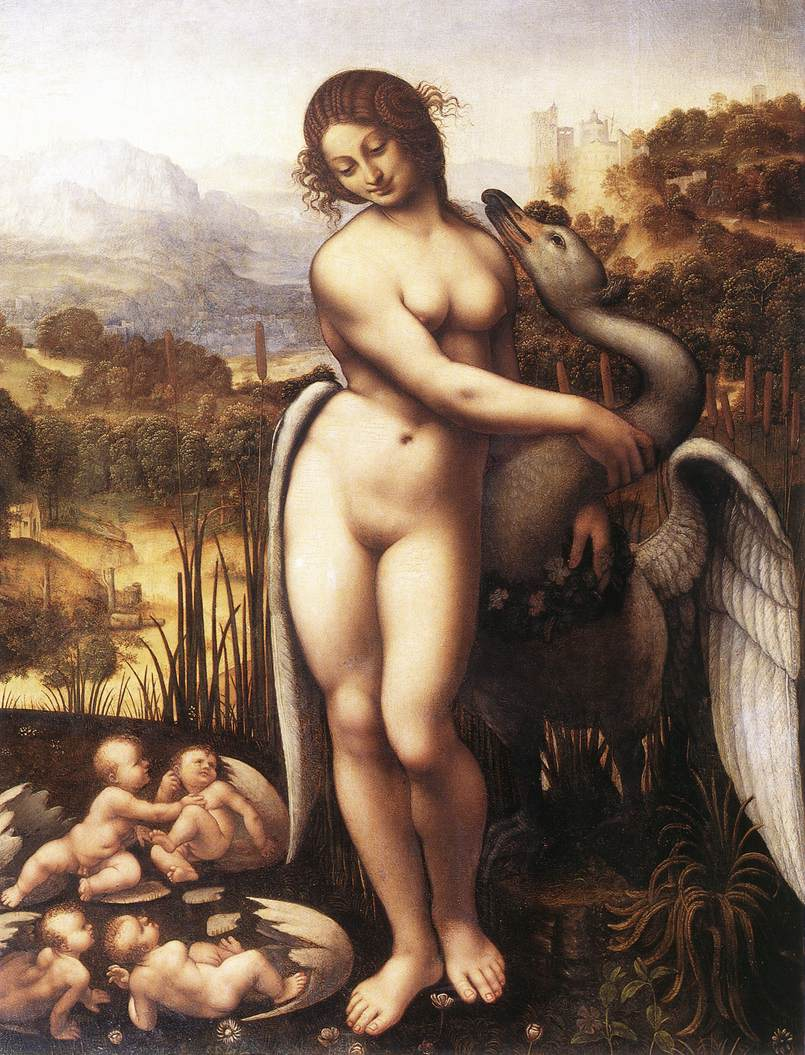
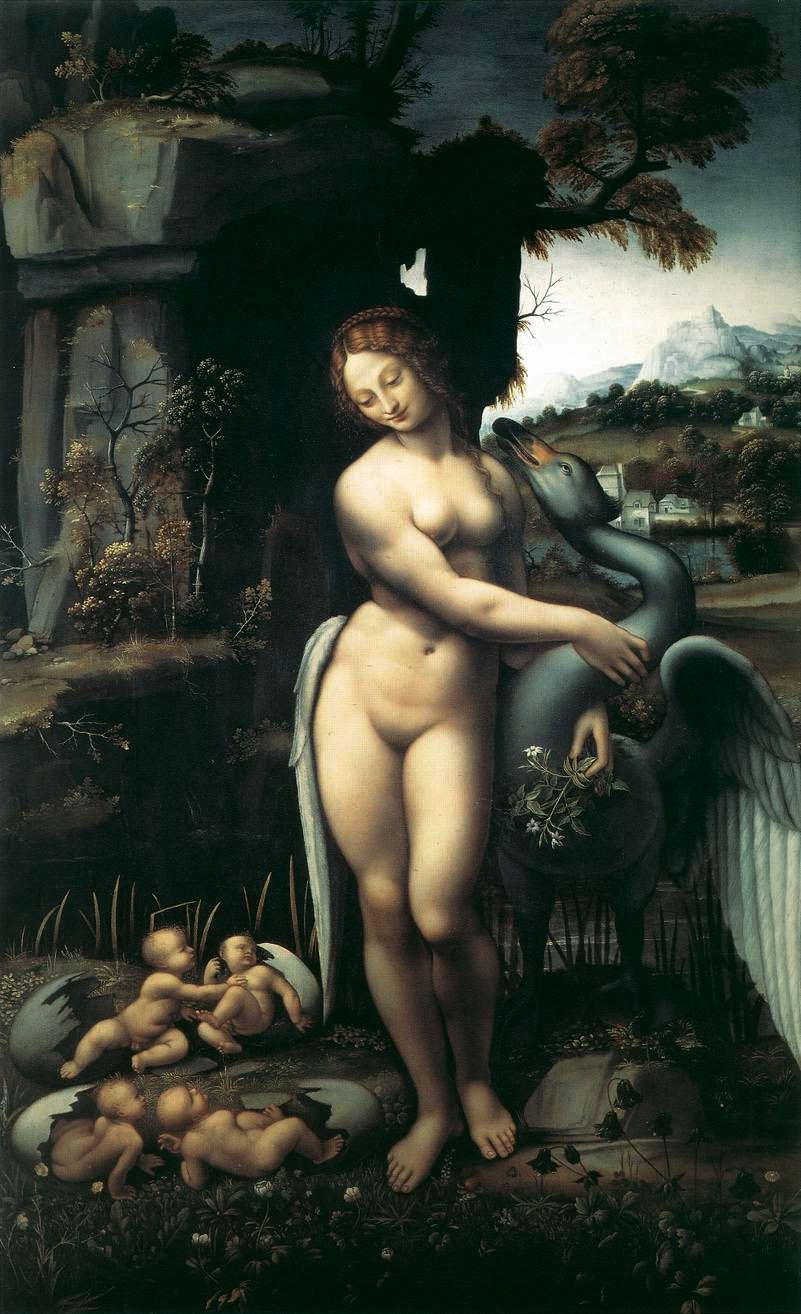